# Chmury nie było
Chmury nie było – drugi album studyjny polskiej grupy muzycznej Kobong. Wydawnictwo ukazało się w 1997 roku nakładem wytwórni muzycznej Metal Mind Records. Nagrania zostały zarejestrowne w listopadzie 1996 roku w Buffo Studio w Warszawie oraz na przełomie stycznia i lutego 1997 w DR Studio w Wiśle. Płyta uzyskała nominację do nagrody polskiego przemysłu fonograficznego Fryderyka w kategorii Album roku – hard & heavy.
W 2003 roku płyta została wznowiona przez firmę Offmusic, a w 2018 przez Universal Music Polska.
Określono go jako reprezentującego metal awangardowy.

## Lista utworów
Opracowano na podstawie materiału źródłowego.
1. „Lust” – 4:34
2. „The Cloud Is Gone” – 4:43
3. „Miara” – 4:16
4. „Fx 2” – 0:45
5. „Przeciwko” – 3:44
6. „Ja” – 5:10
7. „Nothing More Happens Than Has To Happen” – 5:38
8. „Impro” – 2:32
9. „Uroboro” – 3:09
10. „Nędza” – 4:24
11. „Banjo” – 2:16
12. „Rwanda” – 4:30
13. „Przeciwko” – 3:25
14. „Prbda” – 3:24
15. „The Faithful” – 5:39
16. „I'll Wallow” – 9:15

## Twórcy
Opracowano na podstawie materiału źródłowego.

- Bogdan Kondracki – wokal, gitara basowa
- Maciej Miechowicz – gitara elektryczna
- Robert Sadowski – gitara elektryczna
- Wojciech Szymański – perkusja
- Adam Toczko – mastering, produkcja
- Grzegorz Piwkowski – mastering
- Leszek Kamiński – produkcja
- Ida Zwierzchowska – opracowania graficzne